# Delírio (DC Comics)
Delírio é uma personagem de histórias em quadrinhos da revista Sandman, escrita por Neil Gaiman e publicada pela DC Comics (Vertigo). Ela é a mais jovem dos Perpétuos, que são representações antropomórficas de aspectos comuns a todas as pessoas: Destino, Desencarnação (ou Morte), Devaneio (ou Sonho), Destruição, Desejo, Desespero e Delírio.
Geralmente, Delírio (ou Delirium) é baixa e magra, mas sua aparência muda constantemente, e a forma e contorno de sua sombra não têm necessariamente relação com a do corpo que esteja usando. Diz-se que ela cheira a suor, vinho azedo, noites tardias e couro velho. Ela tem um olho azul e o outro verde, salpicado de estrelas, e desta forma vê o mundo de sua própria e única visão.
Seu reino — cada um dos Perpétuos molda seu domínio de acordo com sua personalidade —, é caótico, um amontoado de cores e formas estranhas que muda o tempo todo, e contém a inscrição Tempus Frangit (em latim, O Tempo Quebra, uma referência ao famoso Tempus Fugit, O Tempo Voa). Seres humanos podem visitar seu reino com alguma facilidade, mas não lhes é possível compreender ou relatar totalmente o que lá encontram.
Um dia, Delírio também foi Deleite. Não se sabe — e isso não fica explícito em nenhum momento da série Sandman, e nem nas revistas extras — porque, como ou quando isto aconteceu, mas o livro Endless Nights (Noites Sem Fim) contém histórias que dão margem para algumas interpretações.
Sua aparência, um amontoado de
idéias vestidas no semblante da carne,
é a mais variável de todos os Perpétuos.
Ela é tangível como veludo gasto.
Delírio tende a se tornar borboletas
ou peixes dourados, agora e sempre.
Alguns dizem que a grande frustração
de Delírio é saber que, apesar de ser
mais velha que as estrelas e mais antiga
que os deuses, ela continua sendo,
eternamente, a mais jovem da família,
pois os Perpétuos não medem tempo
como nós nem vêem mundos
através de olhos mortais.
O poeta Coleridge afirmou tê-la
conhecido intimamente, mas o sujeito
não passava de um mentiroso inveterado.
Portanto, devemos duvidar de
cada palavra sua.
Os Perpétuos acreditam que apenas
Delírio sabe porquê ela mudou.
Delírio foi inspirada na cantora Tori Amos, amiga de Neil Gaiman.